# Sarnadas de Ródão
Sarnadas de Ródão is een plaats (freguesia) in de Portugese gemeente Vila Velha de Ródão en telt 693 inwoners (2001).